# Swertia handeliana
Swertia handeliana är en gentianaväxtart som beskrevs av H. Smith.. Swertia handeliana ingår i släktet Swertia och familjen gentianaväxter. Inga underarter finns listade i Catalogue of Life.